# Guasuba
Guasuba és un riu de Bengala Occidental. És un dels principals braços del Ganges; desaigua al golf de Bengala Encara que és de mesura considerable, és el riu més difícil d'accedir des de la costa per causa d'un doble canal a la costa, fins a l'illa Bangaduni.